# 친위왜왕
친위왜왕(親魏倭王, しんぎわおう)은 서기 238년 위나라의 황제 조예가 야마타이국 여왕 히미코에게 책봉한 봉호이다. 『 삼국지 』 동이전왜인조(『 위지 왜인전』)에 기록되어 있다.

## 같이 보기
- 야마타이국
- 진구 황후
- 히미코